# Republic XP-69
El Republic XP-69 fue un caza estadounidense propuesto por Republic Aviation en 1941 en respuesta a un requerimiento del Cuerpo Aéreo del Ejército de los Estados Unidos por un caza de gran velocidad. Se animó a los constructores a que consideraran diseños poco ortodoxos; aunque el diseño fue encargado como prototipo, fue cancelado debido a retrasos del motor que iba a propulsarlo.

## Desarrollo

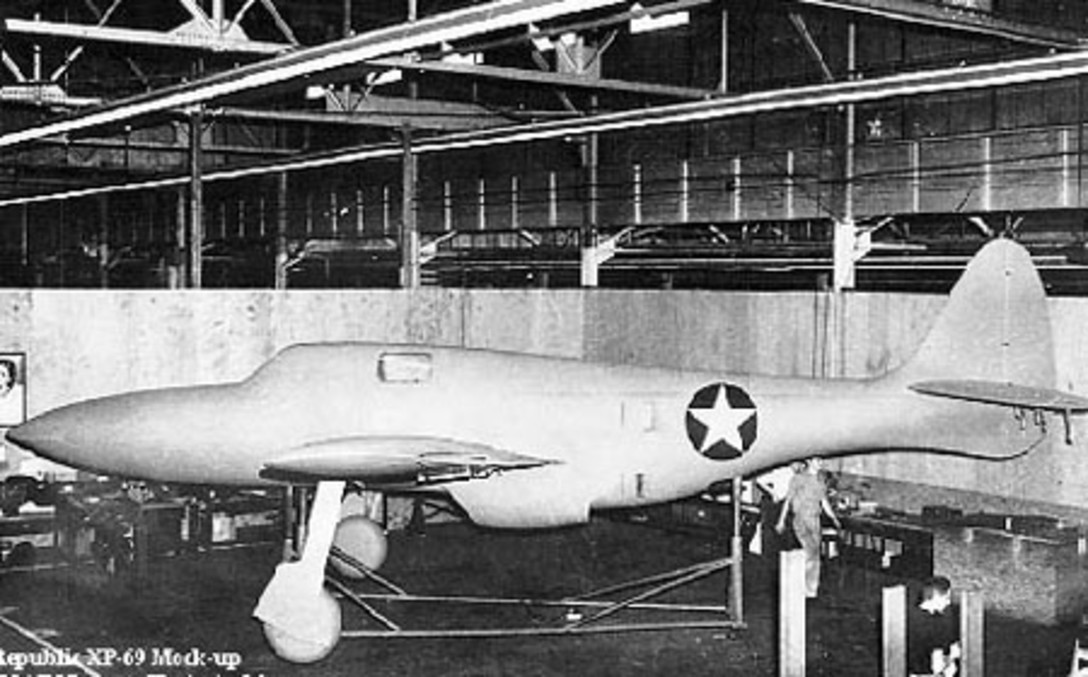
Maqueta del XP-69.

El Cuerpo Aéreo del Ejército de los Estados Unidos comenzó la competición de caza R40-C en febrero de 1940. La competición animó a los constructores a proponer aviones de caza de alta velocidad poco ortodoxos que cubrieran las especificaciones la Especificación de Modelo XC-622. La especificación solicitaba un caza monomotor de altas prestaciones, con una velocidad máxima de entre 684 y 845 km/h, armado tanto con ametralladoras como con cañones, y capaz de aterrizar en una pista de hierba de 910 m (3000 pies) de largo.
Republic fue una de las seis compañías seleccionada para la competición, y uno de los aviones propuestos al USAAC por Republic fue el AP-12 Rocket. Tal y como se propuso, el AP-12 iba a estar propulsado por un motor radial Wright R-2160-3 Tornado de 42 cilindros, refrigerado por líquido y de 2500 hp, montado en la sección central del aerodinámico fuselaje del avión con forma de puro, detrás de la cabina, que movía un par de hélices contrarrotativas tripala. Iba a estar armado con cuatro ametralladoras de morro que disparaban a través del arco de la hélice, y un único cañón de 20 mm que disparaba a través del buje de la misma. El AP-12 quedó 13º de 26 participantes, obligando a Republic a volver al tablero de dibujo para mejorar su propuesta.
En julio de 1941, Republic presentó un diseño mejorado, el AP-18. El AP-18 tenía poco en común con el AP-12. Retenía el motor R-2160 original del avión, que ahora estaba montado en el morro de una célula de pequeña sección transversal totalmente nueva. El gran radiador iba a estar montado bajo el fuselaje. La cabina presurizada iba a presentar una cubierta de burbuja, y se planeó montar un armamento de cuatro ametralladoras de 12,7 mm y dos cañones de 37 mm en un ala de flujo laminar.
En diciembre de 1941, las Fuerzas Aéreas del Ejército de Estados Unidos (sucesoras del USAAC) ordenaron dos prototipos del AP-18 bajo la designación XP-69. Se construyó una maqueta y fue inspeccionada por las USAAF en junio de 1942. La construcción del primer prototipo comenzó en noviembre del mismo año. Sin embargo, debido a problemas de desarrollo y retrasos con el motor R-2160, el proyecto del XP-69 fue cancelado en favor de un desarrollo paralelo, el Republic XP-72, el 24 de mayo de 1943. En ese momento, la ingeniería del proyecto estaba completa al 75 % y el prototipo todavía estaba en las primeras etapas de construcción, siendo el coste total del programa de 810 000 dólares.

## Variantes
AP-12
Primer diseño de caza con motor central y hélices contrarrotativas.
AP-18
Segundo diseño con motor en el morro, uno construido (incompleto).
XP-69
Designación de las USAAF para el AP-18.

## Especificaciones (XP-69 según diseño)
Referencia datos: Baugher, Norton

### Características generales
- Tripulación: Uno (piloto)
- Longitud: 15,7 m (51,5 ft)
- Envergadura: 15,8 m (51,7 ft)
- Altura: 5,2 m (17,1 ft)
- Superficie alar: 46,9 m² (504,8 ft²)
- Perfil alar: NACA 66-114 en raíz, NACA 66-213 en punta[5]
- Peso vacío: 7074 kg (15 591,1 lb)
- Peso cargado: 8462 kg (18 650,2 lb)
- Peso máximo al despegue: 11 868 kg (26 157,1 lb)
- Planta motriz: 1× motor radial de 42 cilindros turbosobrealimentado refrigerado por líquido Wright R-2160-3 Tornado.
  - Potencia: 1900 kW (2620 HP; 2584 CV)
- Hélices: Hamilton Standard contrarrotativa de seis palas
- Diámetro de la hélice: 4,2 m

### Rendimiento
- Velocidad máxima operativa (Vno): 720 km/h (447 MPH; 389 kt)
- Alcance: 2900 km (1566 nmi; 1802 mi)
- Techo de vuelo: 14 900 m (48 885 ft)
- Régimen de ascenso: 14 m/s (2756 ft/min)

### Armamento
- Ametralladoras: 

  - 4 de 12,7 mm (1280 disparos por arma)

- Cañones: 

  - 2 de 37 mm (80 disparos por arma)

## Aeronaves relacionadas

### Aeronaves similares
- Focke-Wulf Fw 190
- North American P-51 Mustang
- Curtiss-Wright XP-55 Ascender
- Vultee XP-54
- Northrop XP-56
- Bell XP-52
- Grumman F6F Hellcat
- Vought F4U Corsair
- Republic P-47 Thunderbolt
- Mitsubishi A7M
- Hawker Typhoon
- Hawker Tempest

### Secuencias de designación
- Secuencia AP-_ (interna de Republic): ← AP-8 - AP-9 - AP-10 - AP-12 - AP-16 - AP-18 - AP-19 - AP-21 - AP-22 →
- Secuencia P-_ (Cazas (Persecución) del USAAS/USAAC/USAAF/USAF, 1924-1962): ← P-66 - P-67 - P-68 - P-69 - P-70 - P-71 - P-72 →